# 寺尾正二
寺尾 正二（てらお しょうじ、1913年7月13日 - 2003年6月）は日本の裁判官、弁護士。

## 経歴
愛媛県越智郡波方町（現今治市）生まれ。中央大学法学部卒業。1936年11月、司法科試験合格。1937年6月、司法官試補（東京）。1938年12月、札幌地方裁判所予備判事に就任。樺太地方裁判所、大阪簡易裁判所、大阪地方裁判所判事を経て、1952年2月に東京地方裁判所へ転任し、1961年まで最高裁判所調査官を兼任。この間、1957年には八海事件における死刑判決を破棄し、審理を広島高等裁判所へ差し戻す。
その後、徳島地方裁判所・徳島家庭裁判所所長を経て、1970年8月に東京高等裁判所へ転任。1974年、狭山事件の被告人 石川一雄に無期懲役判決を言い渡す。前任者の井波七郎が検察寄りの判断をする判事とみなされていた一方、その後任者の寺尾は弁護側寄りの判断をする判事と目されており、石川に無罪判決を出すのではないかと期待する向きもあっただけにこの判決は石川の支援者たちから怒りを買い、1976年、石川の冤罪を主張する社青同解放派（の学生組織である反帝学評）から襲撃を受ける（東京高裁判事襲撃事件）。1978年に定年を迎えて退官し、弁護士に転じる。弁護士としては三越事件を担当。自白の信用性について関心を持ち続けていたともいわれる。

## 主な担当事件
- 日本専売公社小林章派選挙違反事件 - 国会入りした小林議員が不起訴になったことを批判して「被告人らを一将功成りて万骨枯れ、免れて恥なきものの犠牲にするな」と判示し、判決を軽い罰金刑にとどめた[8]。
- 日韓条約反対デモ事件（東京地裁、1967年5月10日） - 都公安条例の運用は違憲として無罪判決を下した[8]。
- 羽田事件 - 二度とも無罪判決を下した[8]。
- 狭山事件（東京高裁、1974年10月31日） - 強姦殺人等の罪により一審で死刑判決を受けた被告人に対し、取り調べでの自白の強要を認めながら、自白の信頼性を認めるという不可思議な考察を展開して、無期懲役の有罪判決を言い渡した。
- ピアノ騒音殺人事件（東京高裁、1976年12月16日） - 一審で死刑判決を受けた被告人の「処刑によって自殺の目的を遂げたい」との理由による控訴の取り下げを有効と認めた。
- チッソ川本事件（東京高裁、1977年6月14日） - 水俣病患者川本輝夫によるチッソ重役への傷害被疑事件で、検察による公訴権濫用を認めて一審の有罪判決を破棄し、公訴棄却とした[10][8]。

## 栄典
- 勲二等瑞宝章（1983年）

### 論文・記事
- 「一審の死刑を量刑不当として無期懲役に変更した事例 － 狭山事件控訴審判決」『判例時報』756号、判例時報社、1974年12月1日、doi:10.11501/2794767。